# Portugal aux Jeux olympiques d'été de 2004
Le Portugal participe aux Jeux olympiques d'été de 2004 à Athènes. Il s'agit de la 21e participation du pays à des Jeux d'été.
La délégation portugaise, composée de 81 athlètes, termine soixantième du classement par nations avec 3 médailles (2 en argent et 1 en bronze).

## Engagés par sport
Ronaldo a jouer